# Pennisetum violaceum
Pennisetum violaceum là một loài thực vật có hoa trong họ Hòa thảo. Loài này được (Lam.) Rich. mô tả khoa học đầu tiên năm 1805.